# Пшедецький замок
Пшедецький замок (пол. Zamek w Przedczu) — замок, розташований у місті Пшедеч Кольського повіту Великопольського воєводства у Польщі. До нашого часу від замку збереглася вежа, приземна частина оборонних мурів і середньовічні підземелля у неоготичному костелі XIX століття, в якому у наш час розміщується будинок культури. 

## Історія
До того, як було побудовано замок, на його місці знаходилося дерев'яно-земляне оборонне городище, яке під час польсько-тевтонської війни навесні 1329 року здобув кульмерландський комтур Ото фон Лаутерберг. Під час облоги загинуло багато захисників городища. Вкотре тевтонські лицарі здобули городище у 1332 році, окупувавши його, разом із усією Куявією на одинадцять років. Польський король Казимир Великий повернув Куявію, разом з Пшедечем, у 1343 році за мирним договором у Каліші. 
Близько 1350 року Казимир Великий наказав збудувати у Пшедечі мурований замок, який би краще захищав місто та Куявію загалом від загрози з боку тевтонських лицарів. Найдавнішим мурованим елементом, ймовірно, була циліндрична вежа-бергфрід діаметром 7,50 метрів, яка слугувала кінцевою точкою оборони і не виконувала житлових функцій. У її нижній частині збереглося в'язничне підземелля. Довжина замкових мурів, побудованих з цегли на прямокутному плані на кам'яному фундаменті, становила близько 52 метри на приблизно 30 метрів. Мури, ймовірно, мали висоту 11 метрів і були увінчані кренеляжем. До вежі та довшої секції оборонних мурів примикав житловий будинок, який називали Кам'яницею розмірами 11,47 х 28,42 метри (на місці нинішнього Будинку культури). У північно-західному куті муру знаходилася надбрамна вежа, побудована на чотирикутникому плані, до якої вів перекинутий через рів підйомний міст. У 1383 році, під час громадянської війни Грималітів із Наленчами, замок у Пшедчі  захопив без бою мазовецький князь Земовит IV, який віддав його своєму прихильнику Бартошу з Везенбурга. У 1398 році замок і місто викупив польський король Владислав Ягайло. 
У 1551—1554 роках замок перебудував староста Войцех Коричинський. Він відремонтував замок і наказав пробити нову браму у західному мурі, поруч із давньою вежею, укріпивши її передбрам'ям. Також було надбудовано ренесансний аттик до круглої вежі. Вважається, що після реконструкції у XVI столітті вежу було оштукатурено, що знайшло відображення у її назві — Біла вежа, на противагу прямокутній цегляній Червоній вежі, в якій до реконструкції містилася стара замкова брама. Давня надбрамна вежа була доповнена двома поверхами фахверкової конструкції, в яких розміщувалися комори та стрільниці. Біля підніжжя замкового пагорбу знаходилися господарські споруди підзамча, які називалися Пригородком, вони включали кузню, конюшню на 48 коней, возовню, обору, броварню, канцелярію, тощо. Замок не був зруйнований під час Шведського потопу, однак, оскільки він був не комфортним для старост, він зазнавав дедалі більшої руйнації. У 1766 та 1789 роках замок описували вже як дуже зруйнований. У другій половині XVIII століття на Пригородку біля підніжжя замку побудували покритий кахлем одноповерховий палац старости Якуба Зигмунта Кретковського. 
Руїни замку було частково розібрано до 1820 року, а будівлю Кам'яниці перетворено на костел євангелістів. Від давнього замку збереглася вежа, яку після 1860 року була замінено на дзвіницю, склепінчасті підвали та призем'я оборонних мурів. До 1960 року в давньому костелі розміщувався склад збіжжя. У листопаді 1967 року об'єкт було внесено до реєстру пам'яток. Завдяки діяльності Соціального комітету з охорони пам'яток та відбудови замку у 1973 році було розпочато ремонт замку. 11 грудня 1977 року в замку почав функціонувати культурний центр міста та гміни, який працює тут донині.

## Світлини

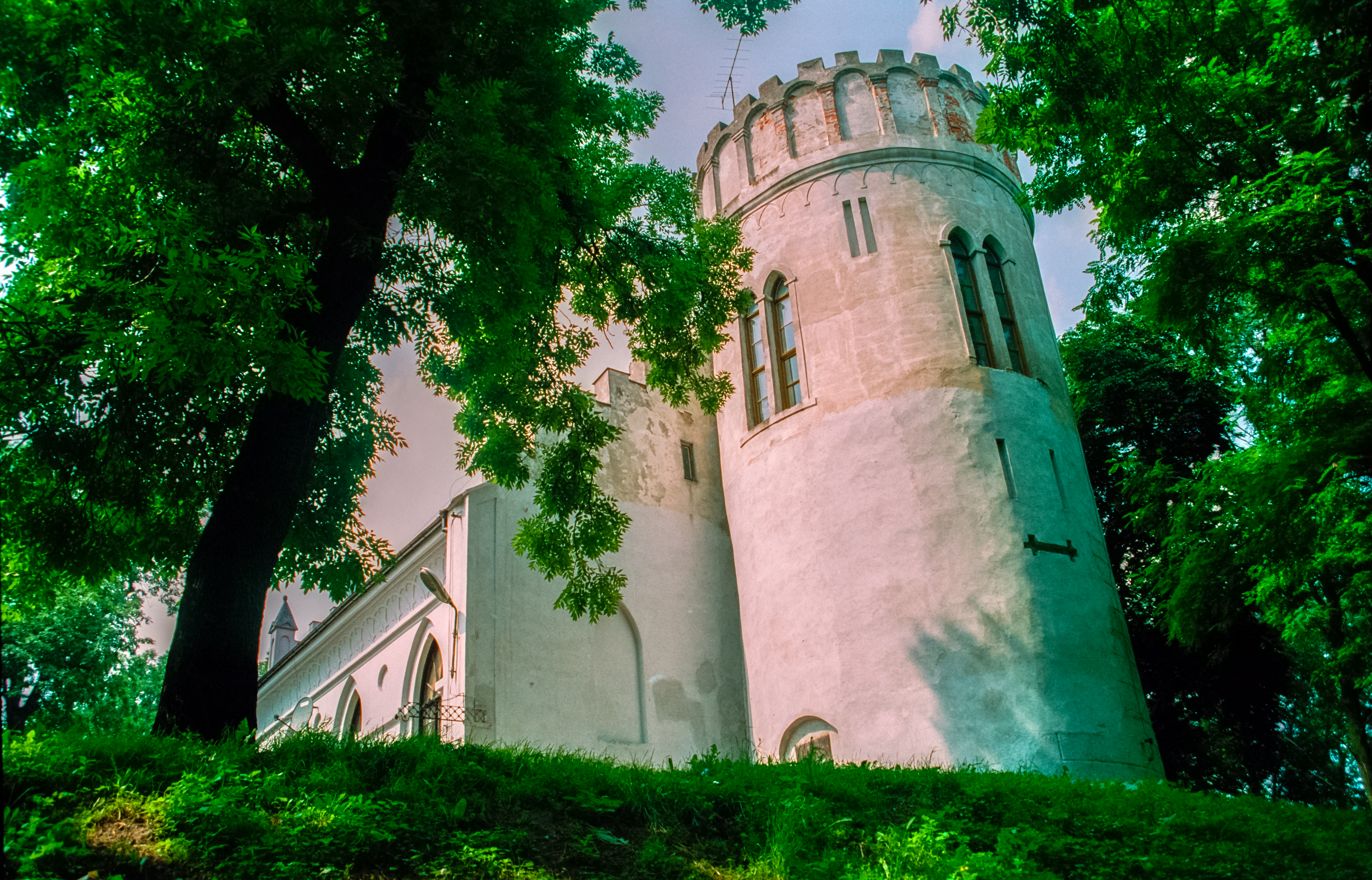
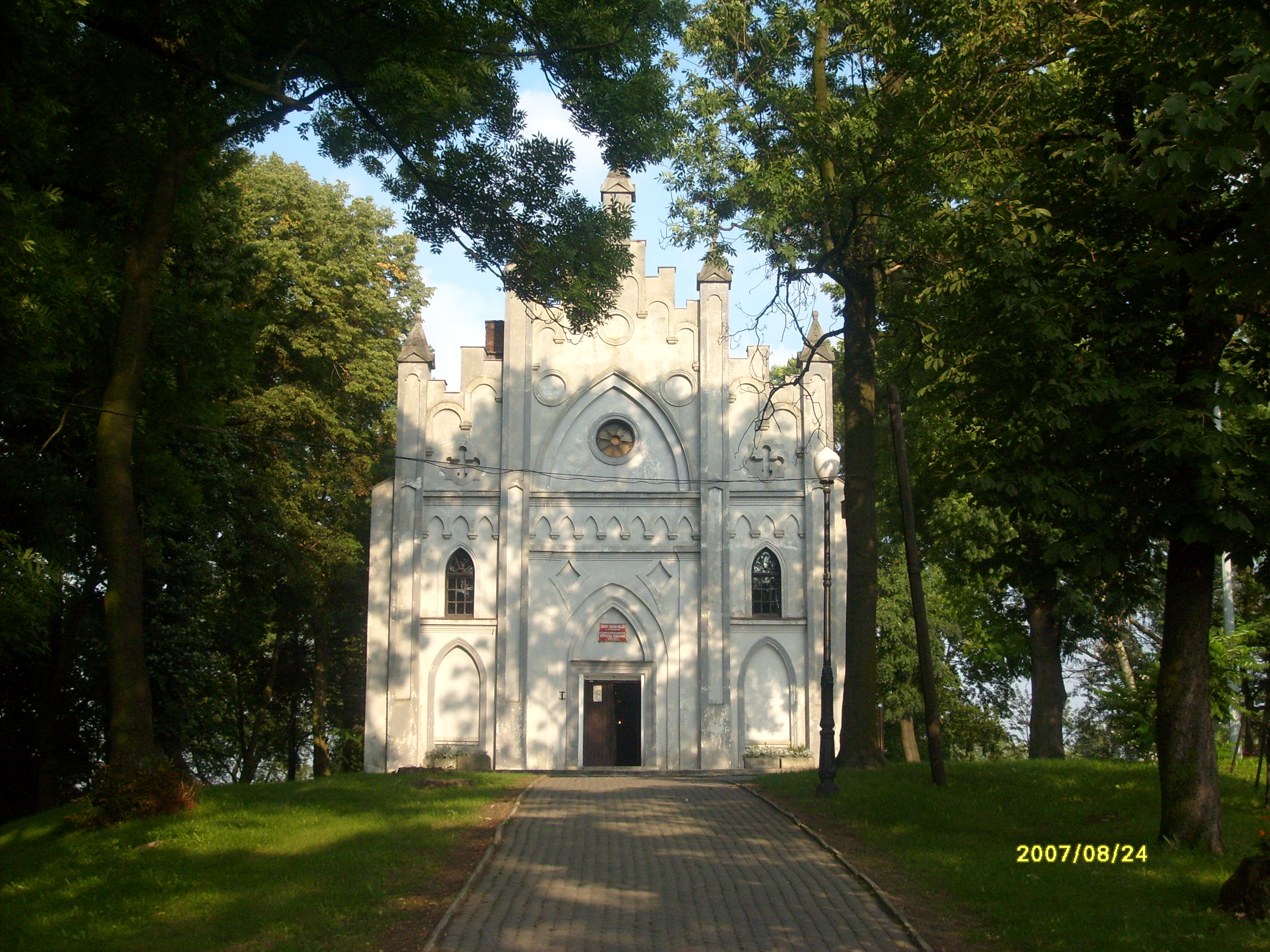
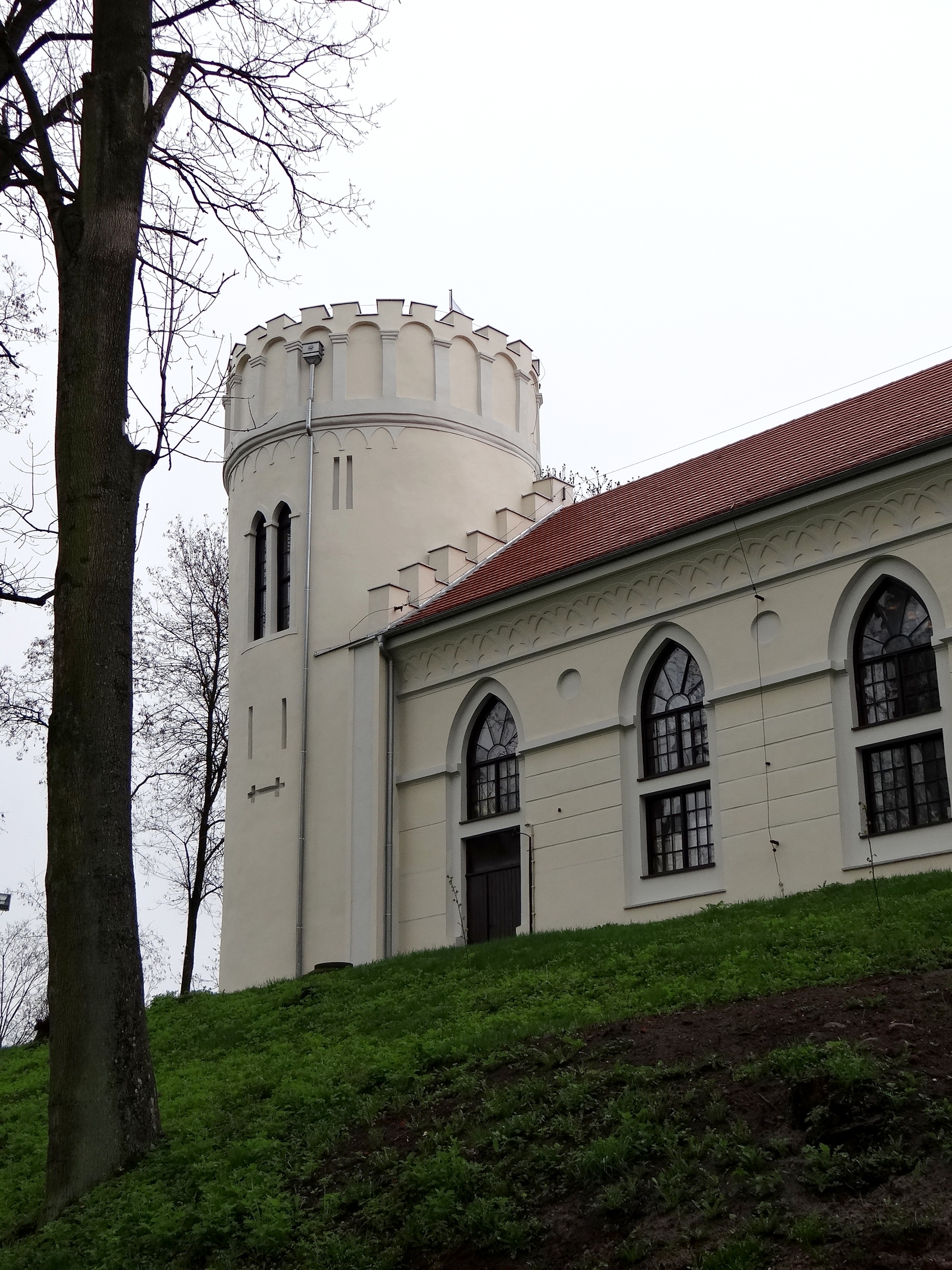